# Antal Melis
Antal Melis (ur. 12 maja 1946 w Budapeszcie) – węgierski wioślarz, srebrny medalista olimpijski.

## Kariera
Wystąpił na igrzyskach olimpijskich w Meksyku w 1968, gdzie osada Węgier w składzie: Zoltán Melis (jego młodszy brat), György Sarlós, József Csermely i Antal Melis zdobyła złoty medal w czwórkach bez sternika. W finale o 2,46 sekundy przegrali z osadą NRD, a o 2,37 sekundy wyprzedzili osadę Włoch. Na rozgrywanych cztery lata później igrzyskach olimpijskich w Monachium w tej samej konkurencji Węgrzy odpadli w repasażach pierwszej rundy. 
Ponadto zdobył także srebrny medal w czwórkach bez sternika na mistrzostwach Europy w Klagenfurcie (1969).
Po zakończeniu kariery w 1979 pracował jako trener, był także działaczem sportowym.
Jego żona, Kamilla Kosztolányi, także uprawiała wioślarstwo. Partner z osady olimpijskiej 68, József Csermely jest jego szwagrem.